# Spoorlijn Charlottenberg - Laxå
De spoorlijn Charlottenberg - Laxå ook wel Värmlandsbanan genoemd is een Zweedse spoorlijn tussen de plaatsen Charlottenberg en Laxå. Het traject komt van het Noorse Oslo als Kongsvingerbanen en is onderdeel van de verbinding tussen Oslo en Stockholm.

## Geschiedenis
Het traject werd door de Statens Järnvägar in fases geopend:
- 4 november 1865: Charlottenberg - grens Noorwegen, 6 km
- 2 december 1866: Laxå - Kristinehamn, 61 km
- 11 oktober 1867: Arvika - Charlottenberg, 34 km
- 1 oktober 1869: Kristinehamn - Karlstad, 40 km
- 19 juni 1871: Karlstad - Arvika, 68 km
- 15 juni 1872: zijlijn Kil - Fryksta, 3 km

## Treindiensten
De Statens Järnvägar (SJ) verzorgt het personenvervoer op dit traject met IC treinen.
- 70: Stockholm C - Hallsberg - Kristinehamm - Karlstad C - Arvika - Lillestrøm - Oslo S

De Statens Järnvägar (SJ) verzorgt het personenvervoer op dit traject met X 2000 treinen.
- 70: Stockholm C - Hallsberg - Kristinehamm - Karlstad C

Värmlandstrafik (VTAB) verzorgt het personenvervoer op dit traject met stoptreinen.
- 70: Kristinehamm - Karlstad C - Arvika - Charlottenberg - Kongsvinger
- 73: Kristinehamm - Karlstad C

## Aansluitingen
In de volgende plaatsen was of is er een aansluiting van de volgende spoorwegmaatschappijen:

### Charlottenberg
- Kongsvingerbanen spoorlijn Lillestrøm en Charlottenberg

### Arvika
- Dal - Västra Värmlands Järnväg (DVVJ) spoorlijn tussen Skillingsfors en Arvika

### Kil
- Vänerbanan spoorlijn van de (BJ) tussen Göteborg – Lilla Edet / Kornsjø (grensplaats) verder als Østfoldbanen naar Oslo in Noorwegen / Kil - Grythyttehed
- Bergslagsbanan spoorlijn tussen Gävle C en Kill
- Fryksdalsbanan spoorlijn tussen Torsby en Kill
- Kil - Fryksta spoorlijn tussen Kil en Fryksta

Het traject werd in 1958 gesloten en in 1973 verkocht aan de gemeente Kil. In 1974 werd het traject opgebroken.

### Kristinehamn
- Inlandsbanan spoorlijn tussen Kristinehamn en Gällivare
- Kristinehamn - Karlskoga spoorlijn tussen Kristinehamn - Karlskoga

### Laxå
- Västra stambanan spoorlijn tussen Stockholm en Göteborg

## ATC
Het traject is in de jaren 80 van de 20e eeuw voorzien van het zogenaamde Automatische Tågkontroll (ATC).

## Elektrische tractie
Het traject werd in fases geëlektrificeerd met een spanning van 15.000 volt 16 2/3 Hz wisselstroom.
- 18 januari 1937: Laxå - Kil
- 24 april 1937: Kil - Charlottenberg
- 15 juni 1937: zijlijn Kil - Fryksta
- 15 juni 1951: Charlottenberg - Lilleström (Noorwegen)

## Afbeeldingen

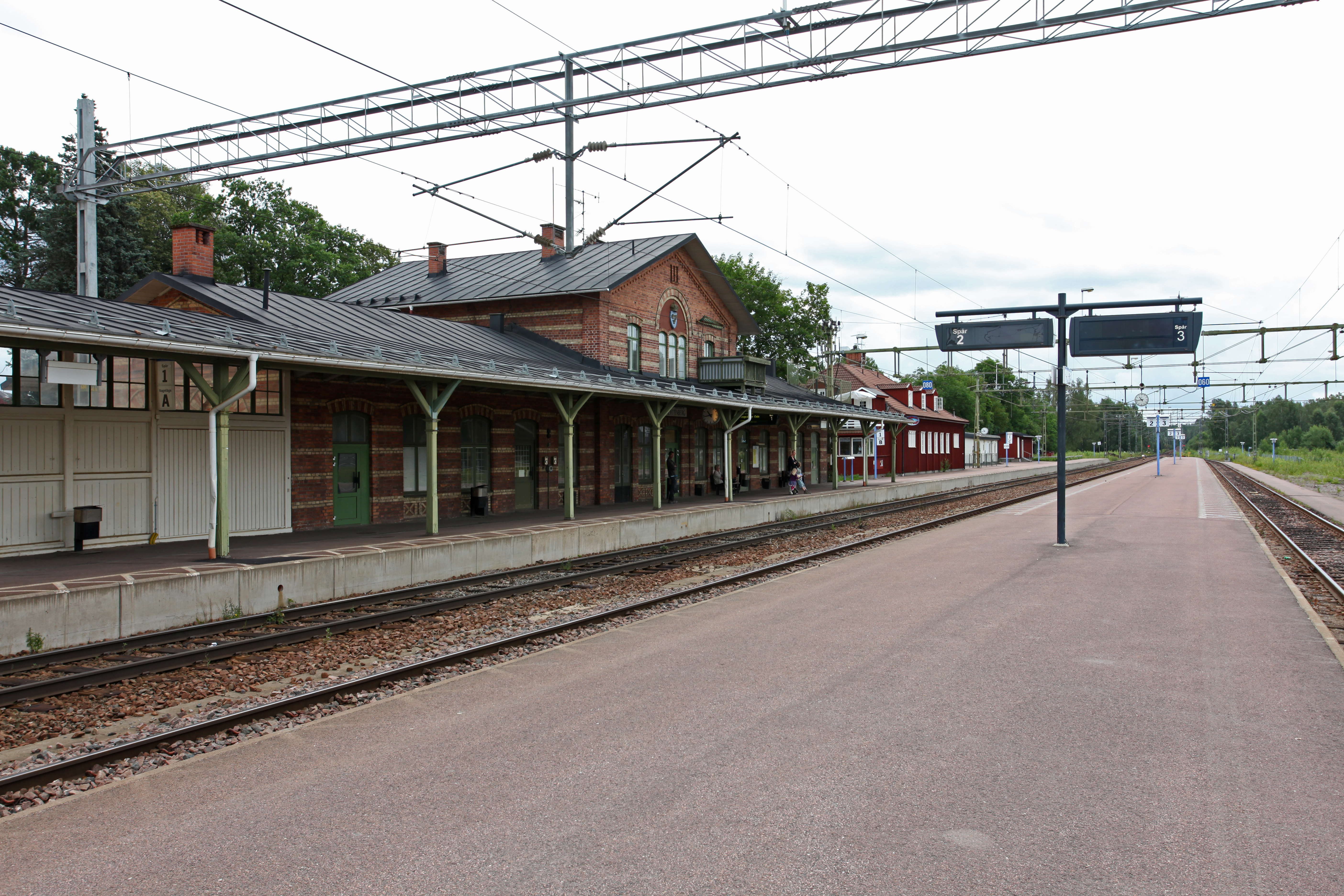
Station Charlottenberg
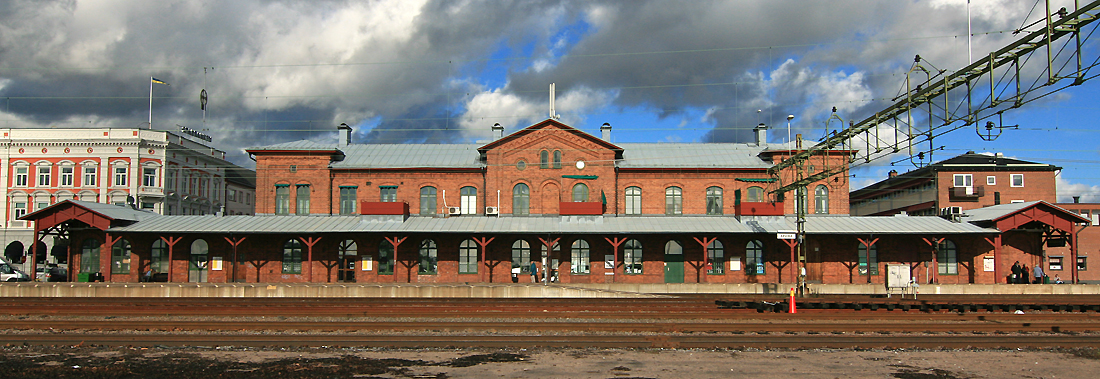
Station Arvika
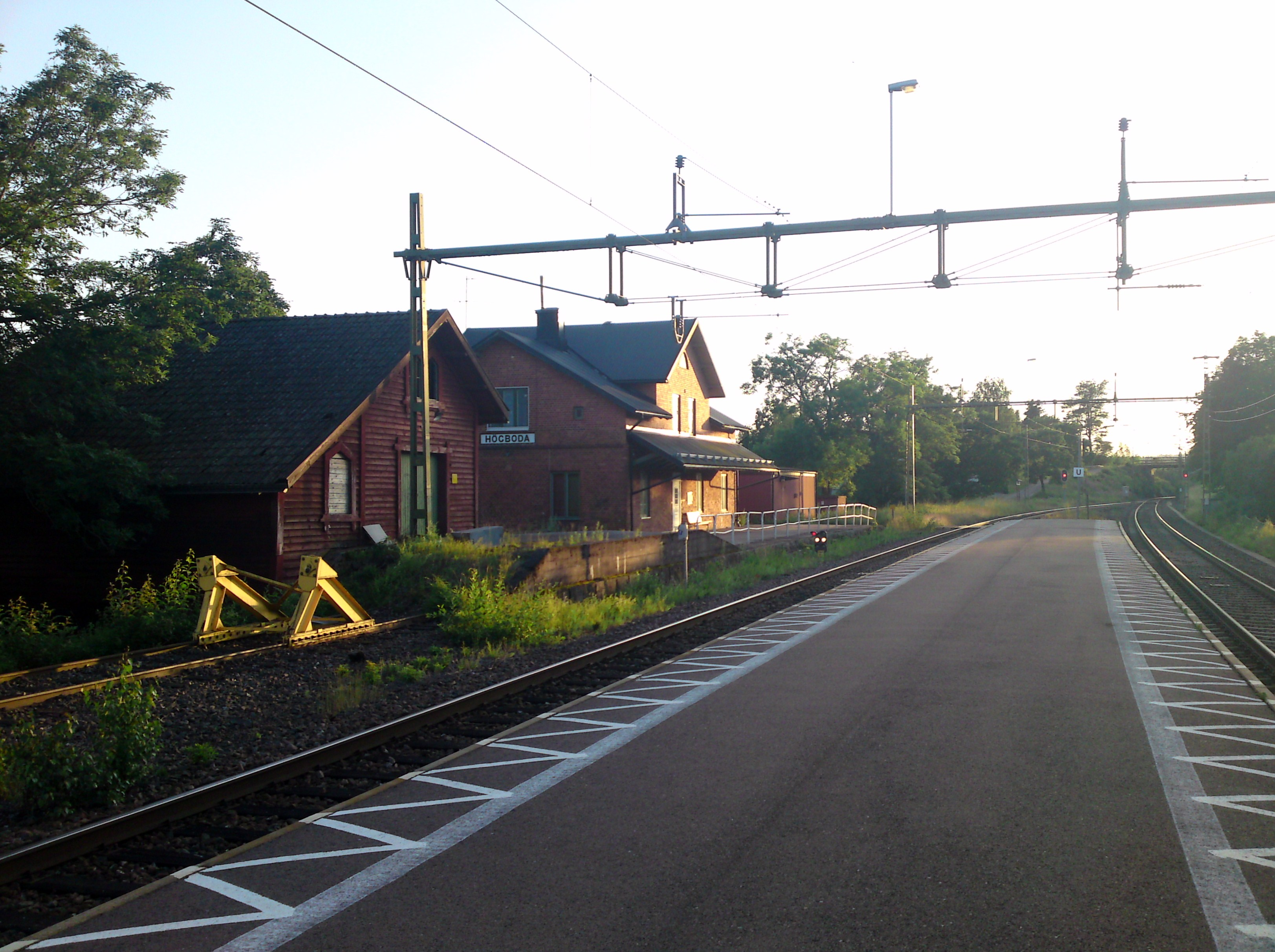
Station Högboda
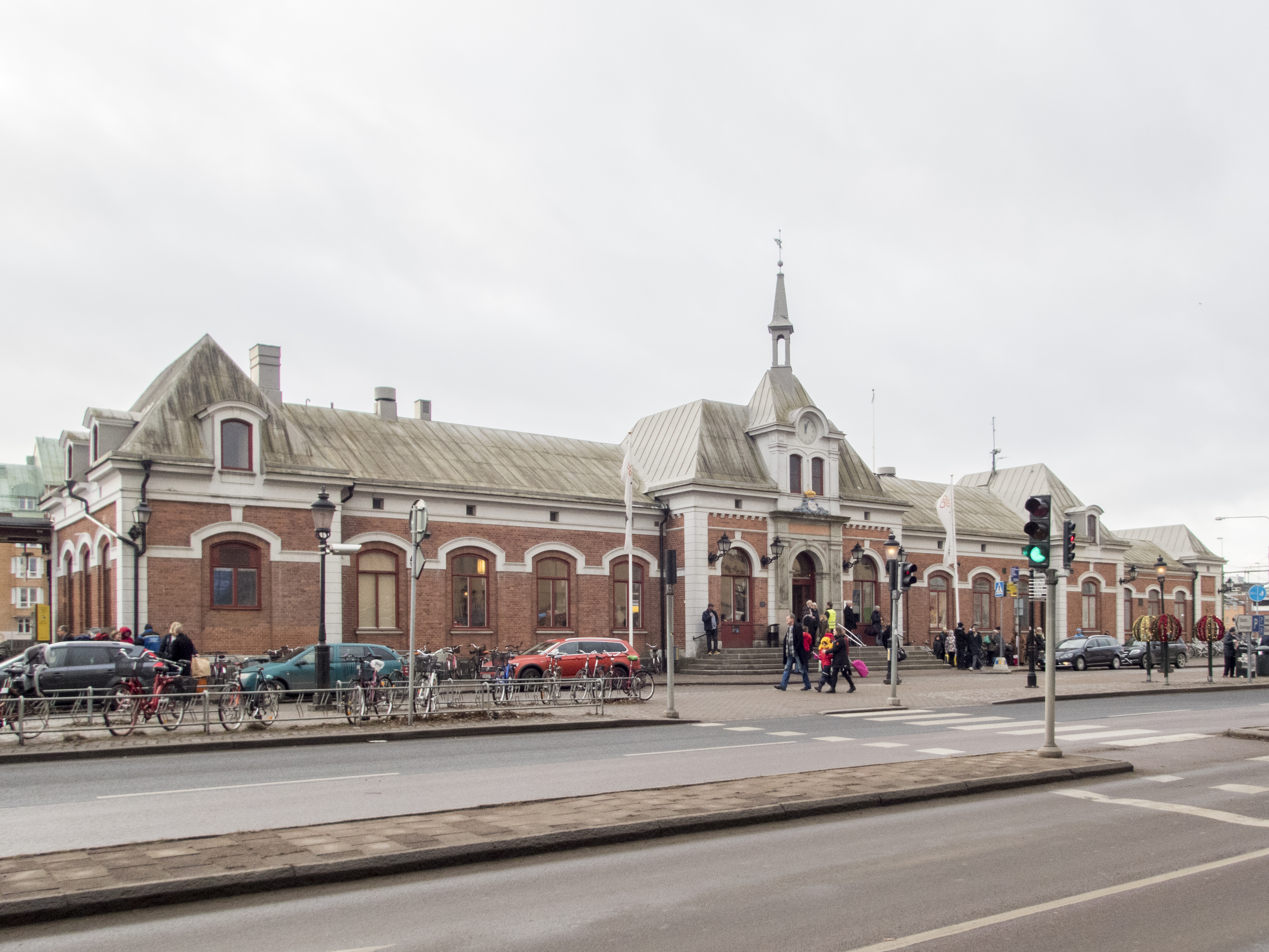
Station Karlstad
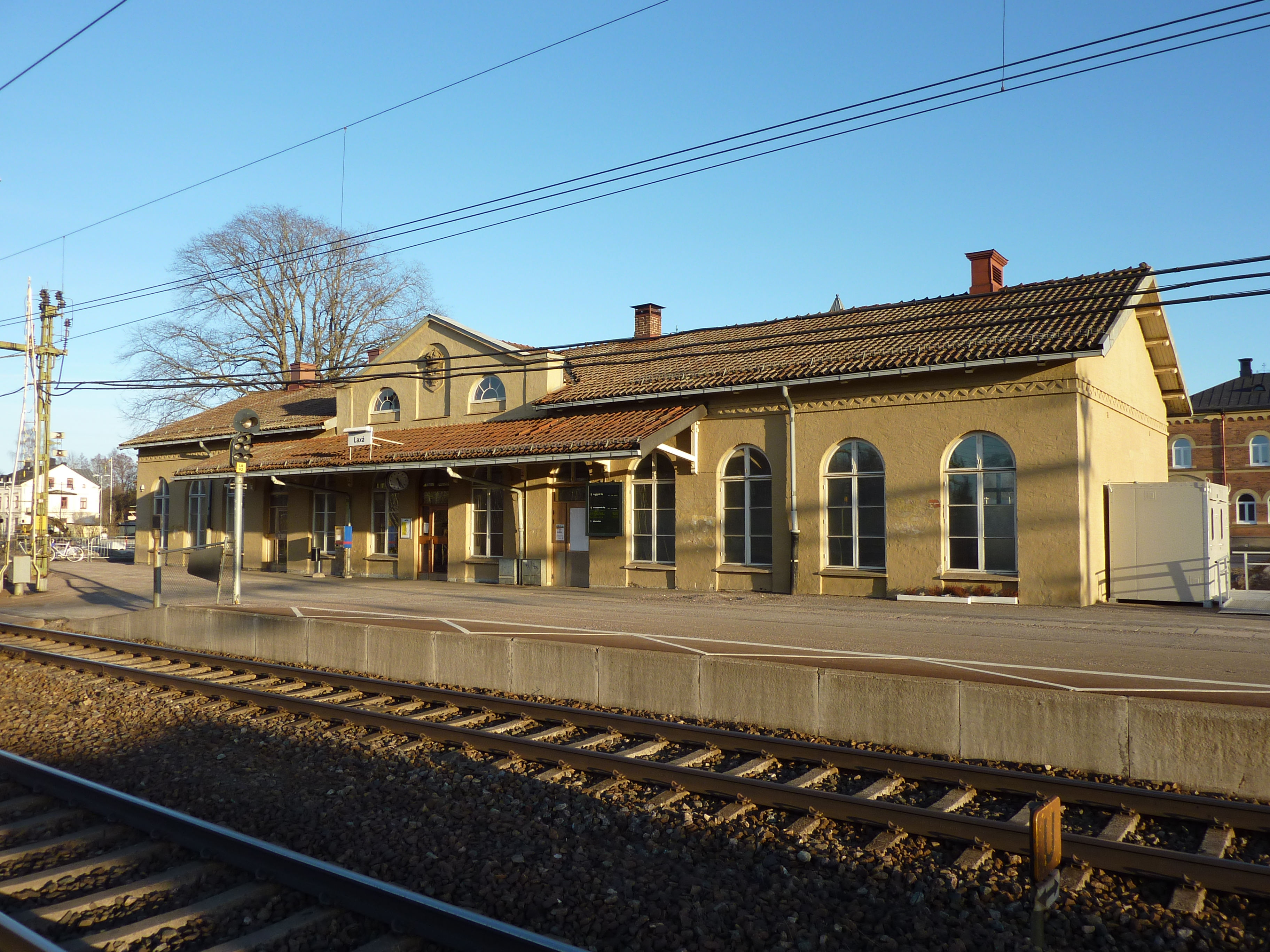